# Vercetti Regular

Lorem ipsum viết bằng phông chữ Vercetti Regular

Vercetti Regular (IPA /vərˈʧɛti ˈrɛɡjʊlər/), còn được biết đến với tên gọi Vercetti, là một phông chữ sans-serif miễn phí. Nó có thể được sử dụng cho các dự án thương mại và cá nhân. Nó đã được phát hành vào năm 2022 dưới giấy phép Licence Amicale, cho phép mọi người chia sẻ các tệp phông chữ với bạn bè và đồng nghiệp.
Vercetti Regular được truyền cảm hứng từ các yếu tố thiết kế nhân văn và hình học. Khi tạo ra Vercetti, các nhà thiết kế đã sử dụng các nguyên tắc từ một phông chữ nguồn mở trước đó được gọi là MgOpen Moderna.
Phông chữ này có 326 glyphs, bao gồm số, ký hiệu, dấu câu và dấu thanh. Điều này có nghĩa là nó có thể được sử dụng cho tất cả các ngôn ngữ ở châu Âu sử dụng bảng chữ cái Latin. Tải về có sẵn trong các định dạng tệp sau: OTF, TTF, WOFF, WOFF2.